# Корунд (Сату-Маре)
Корунд (рум. Corund) — село у повіті Сату-Маре в Румунії. Входить до складу комуни Богданд.
Село розташоване на відстані 415 км на північний захід від Бухареста, 41 км на південь від Сату-Маре, 90 км на північний захід від Клуж-Напоки.

## Населення
За даними перепису населення 2002 року у селі проживали 502 особи. Рідною мовою 501 особа (99,8%) назвала румунську.
Національний склад населення села:
| Національність | Кількість осіб | Відсоток |
| -------------- | -------------- | -------- |
| румуни         | 428            | 85,3%    |
| цигани         | 73             | 14,5%    |